# 杜根
杜 根（と こん、生没年不詳）は、後漢の官僚。字は伯堅。本貫は潁川郡定陵県。

## 略歴
杜安（字は伯夷）の子として生まれた。107年（永初元年）、孝廉に察挙され、郎中となった。この頃、太后の鄧綏が臨朝称制していた。杜根は安帝が成長してきたことから、ときの郎たちとともに安帝の親政を求める上書をおこなった。太后は激怒して、杜根らを収監し、袋詰めにして殿上で撲殺しようとした。執刑者が杜根の名を知っていたことから、執行は手加減され、杜根の身体は城外に運び出されて、蘇生することができた。太后が検死役の人間を派遣してきたため、杜根は死んだふりをした。3日後に目の中に蛆が湧き、その死を認められて、逃亡することができた。宜城県の山中の酒家に雇われ、15年間隠れ住んだ。
太后が死去し、その兄の鄧騭らが粛清されると、安帝の側近たちが杜根らの忠義を言い立てた。安帝は杜根がすでに死んだものと思っていたため、詔を下して天下に布告し、その子孫を取り立てることとした。杜根はちょうど郷里に帰っていたため、公車で洛陽を訪れ、侍御史に任じられた。順帝のとき、済陰太守に転出した。官を去って家に帰り、78歳で死去した。
孫に杜襲があった。

## 伝記資料
- 『後漢書』巻57 列伝第47